# 萊克聖克萊爾 (密蘇里州)
萊克聖克萊爾（英語：Lake St. Clair）是位於美國密蘇里州富蘭克林縣的普查規定居民點。

## 人口
根據2020年美國人口普查的數據，萊克聖克萊爾的面積為2.17平方千米，當中陸地面積為1.87平方千米，而水域面積為0.30平方千米。當地共有人口825人，而人口密度為每平方千米380.18人。